# 臟卜
臟卜是一種通過觀察分析牺牲動物的內臟來預測吉凶的宗教活動，在數個古代文明中都有記載。

## 古巴比伦
古巴比伦人实行“肝卜”（英語：Hepatoscopy）。在《圣经·以西結書》中有所记载。
古巴比伦人认为，肝臟是血液的源泉，因此也是生命的基础。巴比倫首都尼尼微的圖書館文獻中即發現了十几種和肝臟有关的名词。因此，通过仔细观察绵羊的肝臟，可以了解神的启示。有经过专门训练的祭司“巴鲁”（Bārû）。肝臟表面經過仔細劃分，分别代表某位特定的神祗。

## 古罗马

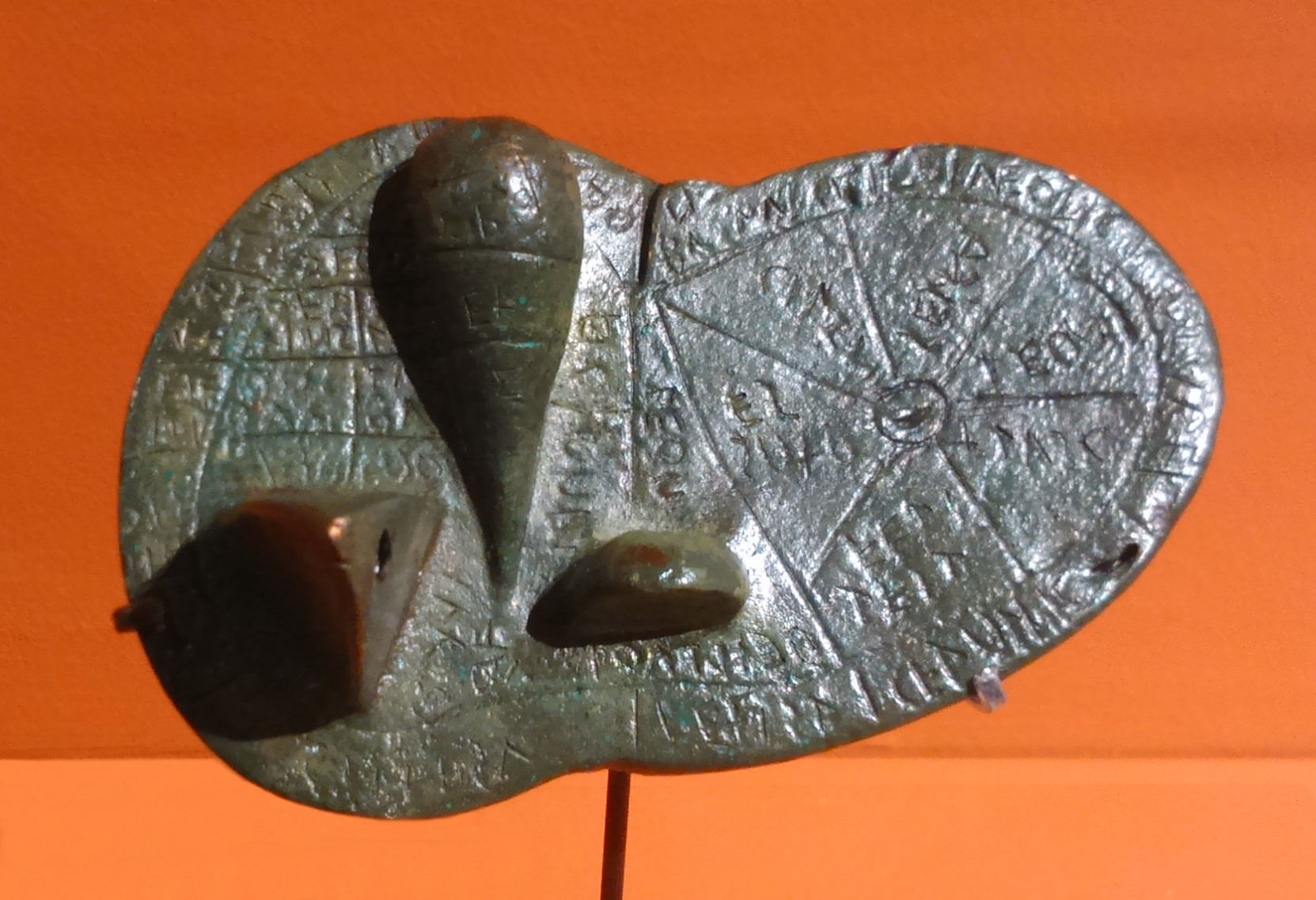
意大利皮亚琴察省发现的臟卜所用青铜羊肝

意大利北部的伊特拉斯坎人亦善于通过分析绵羊的内臟来窥测神意（英語：Haruspicy）。为此培养的成为臟卜师（拉丁語：haruspex）。这一传统持续到罗马化以后。羅馬帝國時期的歷史學家苏埃托尼乌斯就記載過一位名為斯普林那（Spurinna）的人通過臟卜結果警告尤利烏斯·凱撒當日大凶之事。凱撒不聽，結果在元老院遇刺身亡。